# 돌거칠리도
돌거칠리도(乭巨七里島)는 대한민국 경상남도 통영시 욕지면 노대리의 섬이다. 2014년 12월 30일 특정도서로 지정됐다. 완만한 경사의 섬으로, 상노대도 산등항으로부터 서남서 약 0.6km 거리에 있다. 서쪽으로는 안거칠리도, 서북쪽으로는 밖거칠리도가 있다.

## 특정도서
돌거칠리도는 해식애, 타포니 발달 등 자연경관 우수하다. 또한 멸종위기야생동물인 수달이 서식하고, 해양무척추동물 종다양성과 풍부도가 높아 특정도서로 지정한다.
- 지정번호 : 제213호
- 면적 : 7,543m2
- 주소 : 경남 통영시 욕지면 노대리 산24-1